# Ponto Belo
Ponto Belo é um município brasileiro do estado do Espírito Santo. Sua população estimada em 2014 era de 6.437 habitantes. Atualmente Ponto Belo faz parte da lista de menores municípios do estado do Espírito Santo, Brasil.

## Dados
O Município de Ponto Belo está localizado na microrregião do Extremo Norte do Espírito Santo, ocupando uma área de 401 quilômetros quadrados, distando 357 km da capital (Vitória). Apresentando altitude de 270 metros. Latitude 18° 07' 22" S e longitude 40° 32' 24" W.Gr.

## História
O município de Ponto Belo foi emancipado através da Lei nº 4.894/94, de 30 de março de 1994, desmembrando-se do município vizinho de Mucurici, sua instalação se deu em 1 de janeiro de 1997. Este Município teve como pioneiros, entre outros, o Senhor Sebastião José Rabelo e o Senhor Manoel Pereira Sena. 
Segundo estes moradores, as pessoas que aqui chegaram por volta da década de 1940 vieram dos mais diversos lugares, principalmente dos Estados de Minas Gerais e Bahia. Vinham em busca de melhoria de vida e aqui se instalaram. 
Na época predominava a exploração de Madeiras de Lei. Os pioneiros instalaram-se em plena Mata Atlântica para explorar madeira e com tempo foram erguendo pequenas povoações que deu origem ao Município de Ponto Belo. 
O nome dado foi originário de um pequeno estabelecimento por onde passavam pessoas para fazer suas primeiras refeições; este estabelecimento recebeu o nome de Ponto Belo devido a localização e a paisagem que oferecia aos seus transeuntes.

## Símbolos

### Hino
Em 15 de julho de 1999, por iniciativa do então prefeito municipal Jaime Santos de Oliveira (in memorian), o município de Ponto Belo realizou um concurso na sede da Secretaria Municipal de Educação, para escolha do Hino Oficial de Ponto Belo, onde tiveram as seguintes pontuações:
- 1º lugar: José Carlos Paim, Alessandra Fonseca, Solange Gomes e Jeilson Sant'anna - total: 144 Pontos
- 2º lugar: José Ignácio e Maria Lesse - total:123 Pontos
- 3º lugar: Mozzaniel Hupp - total: 121 Pontos
- 4º lugar: Gusto Matias - total:112 Pontos

Assim, saiu vencedor a letra e música de autoria dos professores José Carlos Paim, Alessandra Fonseca, Solange Gomes e Jeilson Sant'ana, que receberam 144 pontos.
A Comissão Julgadora, formada por cidadãos de ilibada formação intelectual e moral, teve a grandeza de descobrir, na letra e música dos professores, princípios que os cidadãos estavam procurando. Seus versos simples, em estrofes compactas, souberam explorar a linguagem gentílica, cheios de um simbolismo enaltecedor dos valores da terra e sua gente.
Eis aí o Discurso proferido por um dos compositores do hino vencedor, no dia do concurso, antes de cantar o hino concorrente:
DISCURSO AO HINO PONTO-BELENSE
Porto-belenses ouça a música sagrada

Que te lembra a grandeza da terra

De pé, firme, perfila te, atenção.
É a voz de Ponto Belo que fala ao coração!

Ela te lembra que tivestes a sorte

De nascer sob o céu deste lugar

Onde tudo é tão Belo e te sentes feliz.
E que defenderás até com a própria morte!
Ela te lembra o pavilhão querido

Auriverde e azul de grande porte

E te conclama a pensar neste Ponto Belo unido

Dos rios que te cortam, as palmeiras Sagradas.

Teu Hino é cantante, vivo, tem ardor.
É a voz  do Civismo da terra natal

Entoa Ponto-belense com amor o teu canto Sagrado, o HINO PONTOBELENSE.
Autor. José Carlos Paim - Julho de 1999.
Na época, houve gravação de um CD cantado e play-back, matéria veiculada em jornal inclusive com a publicação do hino vencedor, confecção de um Hinário contendo o Hino Nacional Brasileiro, o Hino Oficial do estado do ES e o Hino Oficial de Ponto Belo, récem-eleito. 
Na Câmara Municipal o hino foi apresentado ao vivo pelos compositores pela primeira vez no dia 16 de Agosto de 1999, a convite da então presidente daquela Casa de Leis, Sra. Maria da Conceição Guese.
Os vencedores apresentaram o referido hino em praça pública pela primeira vez no dia 11 de Agosto de 1999 às 08:35 h, no evento denominado Primeira Festa do Estudante de Ponto Belo, sob organização da Secretaria Municipal de Educação.
"Além de Ponto Belo ganhar um Hino Oficial, o concurso superou as expectativas, pois através dele _ disse Lesse, organizadora de eventos culturais do município_ a população pode conhecer melhor o talento dos jovens compositores e músicos".
A secretária municipal de educação, Niusarte Virgínia Pinheiro, classificou o evento como "um marco para a história do município, que agora tem o seu hino".
A lei que Institui como Hino oficial de Ponto Belo a letra dos Compositores vencedores do Concurso citado acima, foi votada em outubro de 2005 pela Câmara Municipal de Ponto Belo, e sancionada pelo Prefeito Municipal, Sr. Jaime Santos de Oliveira Junior, sob número 171.

### Bandeira
Nesta mesma data foi feita a Eleição da Bandeira do Município, tendo como vencedores os senhores Elizeu Aguilar e João Carlos Pinheiros.

## Dados Gerais
- População [6]

| Classificação   | Quantidade |
| --------------- | ---------- |
| População Total | 6.979      |
| Homens          | 3.493      |
| Mulheres        | 3.486      |
| Urbana          | 5.589      |
| Rural           | 1.390      |

Fonte: IBGE - Censo 2010
- Taxa de Urbanização: 80,08%

Fonte: IBGE - Censo 2010
Estrutura Etária: 
| Faixa            | Quantidade |
| ---------------- | ---------- |
| Menos de 15 anos | 1.721      |
| 15 a 69 anos     | 4.790      |
| 70 anos e mais   | 468        |

Fonte: IBGE - Censo 2010
- Eleitores: 6.184

Fonte: (TRE/2002)
- Receita Total do Município:  (R$ mil): 3.761,1
- % de participação do PIB Municipal em Relação ao Estadual:  0,11

### Estrutura
- Saneamento Básico (2000) - Abastecimento de Água por Habitantes

| Tipo   | Água Encanada | Poço ou Nascente (na propriedade) | Outra forma |
| ------ | ------------- | --------------------------------- | ----------- |
| Urbana | 4.517         | 203                               | 136         |
| Rural  | 110           | 1.260                             | 26          |

Fonte: IBGE - Censo Demográfico - 2000
- Destino Lixo por Habitante

| Tipo   | Coletado por Serviço de Limpeza | Coletado por Caçamba do Serviço de Limpeza | Queimado (na propriedade) | Enterrado (na propriedade) | Jogado em Terreno Baldio ou Logradouro | Jogado em Rio, Lago ou Mar | Outro Destino |
| ------ | ------------------------------- | ------------------------------------------ | ------------------------- | -------------------------- | -------------------------------------- | -------------------------- | ------------- |
| Urbana | 2.076                           | 1.972                                      | 268                       | 56                         | 484                                    | 0                          | 0             |
| Rural  | 17                              | 0                                          | 1.087                     | 41                         | 207                                    | 0                          | 44            |

Fonte: IBGE - Censo Demográfico- 2000
- Esgotamento Sanitário por Habitante

| Tipo   | Rede Geral de Esgoto ou Pluvial | Fossa Séptica | Fossa Rudimentar | Vala | Rio, Lago ou Mar | Outro Escoadouro | Não Tinham |
| ------ | ------------------------------- | ------------- | ---------------- | ---- | ---------------- | ---------------- | ---------- |
| Urbana | 2.255                           | 47            | 2.320            | 23   | 0                | 2                | 209        |
| Rural  | 0                               | 9             | 784              | 77   | 60               | 73               | 393        |

- Fonte: IBGE - Censo Demográfico-2000

- Energia

| Classificação | Nº Consumidores | Consumo (kWh) |
| ------------- | --------------- | ------------- |
| Residencial   | 1.457           | 1.253.758     |
| Comercial     | 117             | 313.341       |
| Industrial    | 11              | 797.324       |
| Rural         | 310             | 863.207       |

Fonte: Escelsa 
» Comunicação
Telecomunicações: operadoras - Telemar, Telefônica e ATL.
- Telefones Públicos: 544 (Abr/2003)
- Terminais Telefônicos Existentes: 628 (Abr/2003).

Fonte: Telemar 
» Estruturas do Estado
Estruturas do estado (e do governo federal) presentes no município:
- Incaper
- Idaf
- Funasa (controle epidemiológico)

Indicadores de Renda e Desigualdade (2000)
- Renda Per Capita Média Mensal (2000): R$ 145,8
- Proporção de Pobres: 54,5
- Índice de Gini: 0,62

Fonte: Atlas do Desenvolvimento Humano. PNUD/ONU.
- Porcentagem de Renda por extrato da População (2000)

| Faixa           | Quantidade |
| --------------- | ---------- |
| 20% Mais Pobres | 1,8        |
| 40% Mais Pobres | 8,0        |
| 60% Mais Pobres | 17,5       |
| 80% Mais Pobres | 32,3       |
| 20% Mais Ricos  | 67,7       |

Fonte: Atlas do Desenvolvimento Humano. PNUD/ONU.
Acesso a Bens de Consumo Duráveis:
- Geladeira: 75,1%
- Televisão: 82,4%
- Telefone: 12,0%
- Computador: 1,7%
- Fonte: Atlas do Desenvolvimento Humano. PNUD/ONU.

» Principais Empresas / Negócios:
Empresas (Unidades -2001)
- Número de Estabelecimentos: 180
- Número de Estabelecimentos Industriais:11
- Número de Estabelecimentos de Construção Civil: 5
- Número de Estabelecimentos Comerciais: 87
- Número de Estabelecimentos do Setor Serviços: 43
- Número de Estabelecimentos Agropecuários: 34
- Fonte: MTE/Rais 2001

Empregos Formais (2001)
- Número de Empregos Formais: 440
- Número de Empregos Industriais: 54
- Número de Empregos de Construção Civil: 6
- Número de Empregos Comerciais: 49
- Número de Empregos do Setor Serviços: 247
- Número de Empregos Agropecuários: 84
- Fonte: MTE/Rais 2001

» Educação
- Estabelecimentos (2002):
- Ensino Regular: 9
- Educação Infantil:4
- Classe de Alfabetização: 0
- Ensino Fundamental: 6
- Ensino Médio: 1
- Educação Especial: 1
- Educação Jovens e Adultos: 2
- Educação Profissional: 0
- Ensino Superior (2001): 0
- Fonte: Censo Escolar 2002 - SEDU/GEIA/SEE
- Inep/EdudataBrasil
- Nível Educacional - População Adulta- (2000)
- Taxa de analfabetismo: 32,1
- Média de Anos de Estudo: 3,8
- Fonte: Atlas do Desenvolvimento Humano. PNUD/ONU.

» Outros Dados:
- IDH (2000): 0,696
- IDH Educação: 0,791
- IDH Longevidade: 0,604
- IDH Renda: 0,692
- Fonte: Atlas do Desenvolvimento Humano - PNUD/ONU
- IDH do Espírito Santo (2000): 0,765
- IDH Educação: 0,855
- IDH Longevidade: 0,721
- IDH Renda: 0,719
- Fonte: Atlas do Desenvolvimento Humano - PNUD/ONU
- Receita Total do Município (R$ mil): 3.761,1
- Fonte: Revista Finanças dos Municípios Capixaba-2001
- Receita Tributária do Município (2001): R$ 120.376,17
- Fonte: Ministério da Fazenda - Secretaria do Tesouro Nacional
- Transferência de ICMS ao Município (2002): R$ 1.249.159,7
- Fonte:Diário Oficial do Estado
- Índice de Participação dos Municípios no ICMS (2002): 0,207
- Fonte:Diário Oficial do Estado
- Valor Adicionado Fiscal: 0,04% (2000)
- Fonte: Revista Finanças dos Municípios Capixabas-2001
- PIB (1998): R$ 19.027 mil
- PIB Primário: R$ 4.686 mil
- PIB Secundário: R$ 3.581 mil
- PIB Terciário: R$ 10.670 mil
- Fonte: IPES
- PIB per capita: R$ 2.710 (1998)
- Fonte: IPES
- % de participação do PIB Municipal em Relação ao Estadual: 0,11
- Fonte: IPES 1998

Setor Agropecuário
Segundo dados do Incaper, o município possui uma área plantada de 475 ha de café com produção de 4.000 sacas/ano. A mandioca é cultivada em uma área de 600 ha, produzindo 8.000 ton./ano.
Existem áreas plantadas com coco (40 ha); mamão (35 ha) e macadâmia (50 ha), que ainda não se encontram em fase de produção.
A pecuária existente no município é composta por 38.421 cabeças, gerando 6 milhões de litros de leite/ano e 2.100 ton./ano de carne.
A forma de gestão predominante é a agricultura familiar.
O ponto de estrangulamento consiste na falta da estrutura adequada de apoio à área rural, acarretando problemas de acesso, de abastecimento de água e mecanização.
A estrutura fundiária de Ponto Belo está representada em 52,5% por estabelecimentos de 0-50 ha e em 41,5% por estabelecimentos de 50-500 ha. Os maiores de 500 ha correspondem a 6% do total.
Setor Industrial
O município conta com apenas 11 indústrias que contratam 54 pessoas. Os gêneros mais importantes são o da extrativa mineral e o de alimentos com 5 e 4 unidades respectivamente.
Potencialidades de Negócios no Município
De acordo com a Incaper, o município possui potencialidades no desenvolvimento da pecuária, da cafeicultura e fruticultura. Nos intervalos rochosos das regiões oeste e sudoeste existe solo de boa estrutura e boa fertilidade, favorável ao desenvolvimento da olericultura em nível de pequenas explorações. Um fator limitante é a periodicidade das nascentes, ressaltando a escassez dos recursos hídricos nesta região.